# Секс за почетнике
Секс за почетнике је позоришна представа коју је режирао Владан Ђурковић према тексту Јасминке Петровић. Премијерно приказивање било је 12. јуна 2014. године у позоришту ДАДОВ. Плакат представе урадио је Боб Живковић. Представа је реализована по мотивима истоимене књиге Јасминке Петровић а бави се темом секса и сексуалне едукације на комичан начин.

## Радња
Глумци узраста од 16 до 19 година на духовит начин приказују ситуације у којима њихови ликови доживљавају важна искуства из домена сексуалне едукације, разоткривају митове и откривају узроке ситуација у којима су се нашли.

## Улоге
| Лица | Глумци              |
| ---- | ------------------- |
|      | Жарко Младеновић    |
|      | Бојана Попара       |
|      | Никола Загорац      |
|      | Јована Божић        |
|      | Станко Курјаков     |
|      | Ивана Живковић      |
|      | Павле Стевановић    |
|      | Милица Ристивојевић |
|      | Никола Сретеновић   |
|      | Тамара Рашић        |
|      | Марија Карамарковић |
|      | Данило Филиповић    |
|      | Павле Малешевић     |

## Галерија
- Фотографија са извођења представе
- Фотографија са извођења представе
- Фотографија са извођења представе
- Фотографија са извођења представе
- Фотографија са извођења представе
- Фотографија са извођења представе
- Фотографија са извођења представе
- Фотографија са извођења представе
- Фотографија са извођења представе
- Фотографија са извођења представе
- Фотографија са извођења представе
- Фотографија са извођења представе
- Фотографија са извођења представе
- Фотографија са извођења представе
- Фотографија са извођења представе
- Фотографија са извођења представе
- Фотографија са извођења представе
- Фотографија са извођења представе
- Фотографија са извођења представе
- Фотографија са извођења представе
- Фотографија са извођења представе
- Фотографија са извођења представе
- Фотографија глумачке екипе